# Château de Gauville
Le château de Gauville est une demeure datant du XVIIIe siècle, qui se dresse sur le territoire de la commune française de Saint-Pierre-de-Cernières dans le département de l'Eure, en région Normandie.
Le château est partiellement inscrit au titre des monuments historiques.

## Localisation
Le château de Gauville est situé, à 2 km au sud-est de l'église Saint-Pierre, sur la commune de Saint-Pierre-de-Cernières, dans le département français de l'Eure.

## Historique
Le château est construit vers 1755 pour Marc-Antoine Le Pellerin de Gauville (d) maréchal de camp et gouverneur de Neuf-Brisach, qui avait obtenu de Louis XV l'érection en marquisat de sa terre de Gauville.

## Description
La demeure est un grand château de style classique et dont la décoration intérieure dut se prolonger après la mort, en 1761, de Marc-Antoine Le Pellerin de Gauville.

## Protection
Le château lui-même avec sa cour d'honneur et ses douves ; les bâtiments des communs situés de part et d'autre de l'allée centrale et le pigeonnier sont inscrits au titre des monuments historiques par arrêté du 14 septembre 1964.